# 灵宝市第五高级中学
灵宝市第五高级中学，也可以称为灵宝五高、示范区五高或示范区实验高中，是河南省三门峡市灵宝市东郊阳店镇下北村（下磑村）的一所高级中学，创建于1956年。

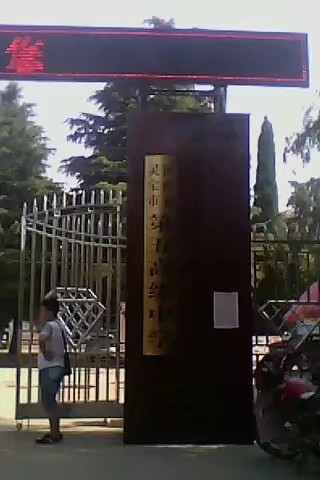
灵宝五高

## 历史
1957年8月，学校被命名为灵宝县第五中学，在20世纪五六十年代，曾以教学质量高、办学效益好而享誉豫西，曾获得邓小平亲笔题写的“先进单位”匾额。1960年6月，时校党支部书记王保结代表洛阳专区出席全国文教会群英会。
20世纪80年代是灵宝五高发展的黄金时期。90年代初期，因国家教育政策的调整，五高被改为职高，学校发展步入低谷，1998年起恢复普高招生。郭振水担任校长时，灵宝五高进入巅峰时期，更在2006年隆重举办了建校50周年纪念大会，大有超越灵宝市第一高级中学之势。郭振水离开灵宝五高后，学校教学环境极速恶化，学生学习风气也远不如从前。
2019年，学校改名为示范区五高或示范区实验高中。官方对外也以示范区五高自称。